# Crusea hispida
Crusea hispida là một loài thực vật có hoa trong họ Thiến thảo. Loài này được (Mill.) Rob. mô tả khoa học đầu tiên năm 1910.